# Wayne's World 2
Wayne's World 2 er en amerikansk komediefilm fra 1993 instrueret af Stephen Surjik og har ligesom Wayne's World Mike Myers og Dana Carvey i hovedrollerne.

## Ekstern henvisning
- Wayne's World 2 på Internet Movie Database (engelsk)
- Wayne's World 2 på Filmdatabasen
- Wayne's World 2 på Scope
- Wayne's World 2 i Svensk Filmdatabas (svensk)
- Wayne's World 2 på AlloCiné (fransk)
- Wayne's World 2 på MovieMeter (nederlandsk)
- Wayne's World 2 på AllMovie (engelsk)
- Wayne's World 2 hos American Film Institute (engelsk)
- Wayne's World 2 hos British Film Institute (engelsk)
- Wayne's World 2 på Turner Classic Movies (engelsk)